# NGC 3467
NGC 3467 (również PGC 32903 lub UGC 6045) – galaktyka soczewkowata (S0), znajdująca się w gwiazdozbiorze Lwa. Odkrył ją John Herschel 18 stycznia 1828 roku.